# Песковский сельский совет (Харьковская область)
Песковский сельский совет — входит в состав 
Двуречанского района Харьковской области
Украины.
Административный центр сельского совета находится в 
селе Пески.

## История
- 1943 — дата образования.

## Населённые пункты совета
- село Пески
- село Песчанка
- посёлок Тополи